# Dana Ulery
Dana Ulery (* 2. ledna 1938) je americká informatička a průkopnice využití softwaru pro vědeckou práci. Svou kariéru započala v roce 1961 jako první inženýrka pro Jet Propulsion Laboratory, kde navrhovala a vyvíjela algoritmy pro analýzu Deep Space Network a automatizaci real-timeových sledovacích systémů pro vesmírné mise Ranger a Mariner. Během své kariéry zastávala pozice výzkumnice aplikovaných věd a manažerky v průmyslu, akademické obce a vlády. V roce 2017 z pozice vedoucí výzkumnice pro výpočetní a informační vědy United States Army Research Laboratory odešla do důchodu.